# ソフィーヤ・ロタール
ソフィーヤ・ムィハーイリウナ・ロタール(マルシンツィ;1947年8月7日 - )は、ルーマニア系ウクライナ出身の歌手。本名はソフィーヤ・ムィハーイリウナ・ロタール＝イェウドクィーメンコ(ロタール＝エヴドキーメンコ；ウクライナ語: Софія Михайлівна Ротару-Євдокименко)で、愛称はソーニャ(宇:Соня)がよく用いられる。

## 概要

### 生い立ち
ウクライナ・ソヴィエト社会主義共和国北ブコヴィナのチェルニウツィー州ノヴォセールィツャ地区のマルシンツィに生まれた。ブコヴィナは歴史的にルーマニア・モルドヴァとも関係の深い地域で、ソーニャの一家もモルドヴァ系であった。父はミハイール・フョードロヴィチ、母はアレクサーンドラ・イヴァーノヴナであった。マルシンツィは歌の村として知られていたが、両親はその村でも指折りの美声の持ち主であったという。
父ミハイールは村で最初に共産党へ入党した人物で、大祖国戦争に際しては常に前線に立ち、ベルリン陥落まで従軍した。我が家へ戻ったのは1946年になってからのことで、その後も長らくその恐ろしい年月を忘れることができず、彼の頭には戦闘の恐怖が閃き、戦死した友人たちの顔が浮かんだ。
一家は、ソーニャのほかに2人の兄弟と3人の姉妹からなる5人の子供がいた。姉のジナイーダ(ジーナ)は、子供時代に患った病気のため視力を完全に失っていた。しかし、そのかわりジーナは優れた音感と新しい歌を容易に記憶してしまう力を持っており、幼いソーニャに数多くの民謡を教え込んだ。それは、若い第二の母とも言うべきもので、ソーニャにとって姉は愛すべき教師となった。
少女時代、ソーニャは市場での商売が嫌いで、地獄の仕事だと思っていた。そのかわり、母との農場での作業を好んだ。こうした生活の中、彼女の性格は形作られていった。
初等学校の第1年目から、ソーニャは人前に出て歌うことを始めた。そして、初等学校を通じて教会の合唱団に所属した。青年時代には、ソーニャは劇場へ通い、演劇サークルに入るとともに民謡のアマチュア歌手としての活動も開始した。ソーニャはスポーツにも堪能で、州大会において100 mと800 m競争で優勝を手にしたこともあった。

### 歌手への道
ソーニャが地区アマチュア芸術家コンクールで優勝したのは1962年のことであった。彼女の歌声に魅了された同郷の人々は、彼女のことを「ブコヴィナの小夜鳴鳥」と呼んだ。
1963年には、チェルニウツィー州のアマチュア芸術家コンクールで優勝を飾った。そして、州代表として共和国コンクールへ参加するため、ソーニャは首都キエフへ向かった。
1964年、ソーニャは17歳にして共和国人民芸能フェスティバルで優勝を手にした。彼女の写真は雑誌『ウクライナ』1965年第27号の表紙を飾った。そして、ソ連人民芸術家のドムィトロー・フナチュークは同郷人に「彼女はあなた方の名士となるだろう」と語った。
共和国フェスティバルでの優勝を契機に、ソーニャは歌手となることを決意した。その年に学校を卒業したソーニャは、チェルニウツィー音楽学院に入学した。しかし、彼女はすぐに大きな後悔を味わった。地元の音楽学院には声楽科がなかったのである。ソーニャは、仕方なく指揮・合唱科に入学した。在学中に、ソーニャは初めてモスクワのクレムリン宮殿で舞台に立った。また、この時代にソーニャはのちの夫アナトーリイ・エヴドキーメンコと知り合った。アナトーリイ(トーリク)はソーニャの同郷人で、チェルニウツィー大学に学び、ニージュニイ・タギールで職に就いていた。彼は子供時代に音楽学校に通い、大学時代には学生演劇のオーケストラのトランペット奏者で、自分の楽団を持つことを夢見ていた。そして、彼は「ウクライナ」誌の表紙を飾った美しい少女に一目惚れをした。
トーリクとの出会いにより、それまで考えもしなかったことであったが、ソーニャは歌手として演劇楽団に参加することになった。オーケストラの楽器に何があるのかすら知らなかったソーニャが早く楽団に馴染めるように、リーダーのトーリクは初めは彼女に馴染みの深いウクライナやモルドヴァのメロディーを選んで演奏するようにした。その後、徐々にそれ以外の曲も取り入れていった結果、大学を卒業する頃にはソーニャは一流の舞台俳優に成長することができた。
1968年に音楽学院を卒業すると、ソーニャは自分と同名のブルガリアの首都ソフィヤで行われた第9回全世界青年・学生フェスティバルに参加した。そして、民謡部門で金メダルと最高賞を獲得した。また、その日は奇しくも彼女の誕生日であった。

### 結婚生活
その年の9月22日、ソーニャは生まれ故郷のマルシンツィでアナトーリイ・エヴドキーメンコと結婚した。ハネムーンでは、トーリクの勤務地であったノヴォシビルスクに赴いた。彼は、そこで大学に通いながらレーニン記念工場の従業員として働いていた。若い夫婦は、第105軍事工場寄宿舎に住まった。ソーニャはすべての家事をこなし、夕べにはクラブ「休息(オーッドィフ)」で歌った。そして、3ヶ月を過ごしたのち両親の元へ去った。
結婚1年もすると、ソーニャは子供が欲しくなった。しかし、夫婦には生活費の余裕もなく、また夫トーリクは子供より自分の学業を続けることを望んだ。方策を考えたソーニャは、夫に子供ができたと嘘をついた。そうこうするうち、やがてそれは現実となった。1970年8月24日、ソーニャは故郷で最初の子供を生んだ。父親の生き写しのようなその子は、ルスラーンと名付けられた。夫は自分の楽団を連れて故郷へ赴いた。そして、町中が音楽を奏でて祝福した。

### 幸せの花
仕事の面でも、この時期ソフィーヤはひとつの躍進を遂げた。第9回全世界青年・学生フェスティバルでの優勝により、彼女はウクライナ・テレビ映画スタジオのミュージカル映画 『チェルヴォーナ・ルータ』の主役に大抜擢された。監督はロマーン・オレクシーフ、作品中の全15曲の歌（ウクライナ語）の作詞作曲はヴォロドィームィル・イヴァスュークら数人、脚本はイヴァスュークとヴァスィーリ・ジンケーヴィチ、ナザーリイ・ヤレムチュークらであった。映画は1970年にイヴァスュークによってエレーナ・クズネツォーヴァのために書かれた同名の歌を元にしており、ドネツクからヴェルホヴィーナへ向かう列車の中で出会った、カルパティアの美しい少女と、ドネツクの若い炭鉱夫との優しい純愛が、カルパティア山脈の豊かな自然を背景に数々の音楽により描かれる物語である。イヴァスュークとソーニャとの出会いも実に運命的なものとなり、イヴァスュークの深い精神は若いソーニャに大きな影響を与えた。一方のイヴァスュークも、ソーニャと出会って以来つねに彼女とその抜きん出た歌声を意識して歌を書くようになった。二人の活動はそれまで黙殺されてきたブコヴィナやウクライナの文化に輝かしい貢献を残した。そして、イヴァスュークの歌はソーニャに一気にスターへと羽ばたく翼を与えた。（但し、劇中で「チェルヴォーナ・ルータ」を歌ったのはソーニャではなく、相方の青年ボリス役のヴァスィーリ・ジンケーヴィチである。ソーニャの歌うシングルレコード「チェルヴォーナ・ルータ」がメロディヤから発売されたのは翌1972年。)
ウクライナ語の歌「チェルヴォーナ・ルータ」は、ソーニャにとってのみならず詩人で作曲家のイヴァスュークにとっても最初のヒット曲のひとつとなった。そして、当時、ロシア語以外で書かれた歌がソ連内でヒットとなることは他に例を見ないことであった。イヴァスュークはブコヴィナの感動的な美しさに驚嘆し、無垢な愛とすべての壁を越える信頼や幸福をそれに重ねてこの歌を書いた。
「チェルヴォーナ・ルータ」の直訳は「赤いヘンルーダ」だが、一般的にはカルパティア山脈南部から東部の、ブルガリアからルーマニア・ウクライナにかけての高地に広く自生する薬草「ロドデンドロン・ミトリフォリウム」の別名で、この花は元々赤い（ピンクがかった明るい紫色)。一方、正式な学名ではない口語「チェルヴォーナ・ルータ」が「ロドデンドロン・ミトリフォリウム」以外にも、黄色いロドデンドロン（ツツジ属の灌木)、ヘンルーダ（花は黄色)、ハクセン（花は白色からピンク色)、オドリコソウ（花は白色)、北米原産のタイマツバナ（花は赤色)など、数々の植物を包含している可能性はあり、カルパティア地方には、「チェルヴォーナ・ルータ (植物)」と「イヴァーナ・クパーラ（露: イワン・クパーラ）の前夜」を巡り、以下の言い伝えがある。
- 本来は黄色いこの花が、イヴァーナ・クパーラ（= 洗礼者聖ヨハネ祭）の前夜にだけごく短い間赤くなる時があり、このとき花を摘んだ乙女は幸せな愛に恵まれる（ないし「いい男は必ず惹きつけられ、生涯彼を失うことはない」)。
- 赤い花をつける薬草「チェルヴォーナ・ルータ」には、意中の人を魅惑する力があり、イワン・クパーラの前夜にこの花を見つけて摘み取った乙女は幸せな愛に恵まれる。

尚、英語版ソフィーア・ロタール Sofia Rotaru#1968-1973 には、
- 「チェルヴォーナ・ルータ」はイワン・クパーラの前夜にだけ花が咲き、この花を見つけた少女は幸せな愛に恵まれる。

とあるが（2023年7月現在)、「1年に1晩、ごく短時間しか咲かない」はシダ類に多い伝承なので、ツツジ属・ミカン科・シソ科に絞り込まれている「チェルヴォーナ・ルータ (植物)」に該当するかは要検証事項であり、英語版筆者の思い違いの可能性がある。
映画は1971年に公開され、大きな成功を収めた。この成功によりソーニャはチェルニウツィー楽団に呼ばれ、その名も「チェルヴォーナ・ルータ」という自分の楽団を立ち上げた。ソーニャは、自分自身の「チェルヴォーナ・ルータ」を見つけたのである。楽団長には、夫のアナトーリイ・エヴドキーメンコが就任した。このとき、彼は妻への愛から自身の学業を捨てたのである。

### 黄金時代
翌1972年、ソーニャはイヴァスュークが1970年に書いた歌「噴水」(ヴォロフラーイ)でテレビ・コンクール『もしもし、天才をさがしているんです !』で優勝を飾った。また、リヴィウで開催された国内フェスティバル「ペースニャ73(歌73)」に参加して「噴水」を歌い、優勝した。このフェスティバルにはこれ以降も幾度か参加しており、「噴水」で優勝を収めている。
その後、ソーニャは劇団を連れて1972年にはポーランドへ、1973年にはブルガリアのブルガスへ赴いた。 1974年には当時の西ドイツの歌手ミヒャエル・ハンゼンとデュエットを組んだ。また、この年にはキシナウ芸術大学を卒業した。また、ポーランドのソポトで行われた音楽フェスティバルに参加し、イヴァスュークの歌などを披露した。
1975年の8月から9月にかけて、ソーニャはブコヴィナ・テルノーピリ州のロズトクィ村で撮影された『いつも歌がそばにいる』に出演、イヴァスュークの歌を6曲歌った。

### 落陽
1976年、キリスト教の祝日であるクリスマスを祝ったことからソーニャの一家は迫害を受け、長年暮らしたチェルニウツィーからクリミア半島南部のヤルタへの引越しを余儀なくされた。これと同時にチェルニウツィー楽団を退団し、クリミア楽団に移った。
1979年4月24日、長年ソーニャを支えてきたイヴァスュークは、何者かに電話で呼び出されたきり、この日を最後に二度と我が家へ帰らなかった。5月18日、彼の遺体がリヴィウ近郊の森林で偶然発見された。享年30。5月22日には彼の葬式が営まれた。樹木での縊死で、当時は自殺と発表されたが、今日では、イヴァスュークがソ連当局によって暗殺されたことは明らかであると考えられている。彼の芸術活動は反体制的であったとされ、以降10年に亙ってその軌跡は闇に葬られた。しかし、幸いにもソーニャは当局の弾圧を逃れた。
イヴァスュークが非業の死を遂げたのち、ソーニャのレパートリーにはテオドローヴィチ兄弟をはじめとするモルドヴァ出身の作曲家による曲目が加えられた。しかし、これはのちにソフィーヤ・ロタールはモルドヴァの歌手であるかウクライナの歌手であるかという議論の生じる要因となった。実際には、彼女がロシア語を含め言語に拘泥せずに歌っていることから彼女自身のアイデンティティーはソ連人であり、モルドヴァ人かウクライナ人かという民族主義の問題にはあまり興味を持っていないものと推測されている。

### 困難な時代
1988年、ソーニャは舞台歌手の部門でソ連人民芸術家の名誉称号を授与された。これ自体は、彼女のそれまでの業績を考慮すれば、まったく公正なものであるといえた。しかし、これは同時に彼女のロシア語の歌のレパートリーがウクライナを席巻する可能性を引き起こす目的へと変換されたのであった。ウクライナの愛国者はそれまで自分たちの祖国を代表する歌手だと思ってきたソフィーヤが体制側に傾いたと看做し、祖国への裏切りであると評した。批判は、ソ連がとった彼女に対する国家的なプロデュース体制により加速され、さらに経済改革を行っている最中にも拘らず、国家が彼女のコンサート活動への援助を行うことにしたことによりさらに刺激された。
ソ連社会の行き詰まってきた1980年代後半、ウクライナではそれまで抑圧されてきたウクライナ文化の見直しが活発化していた。そうした中、社会的に抹殺されたイヴァスュークの掘り起こしも行われるようになった。死後10年となる1989年、彼の功績を記念する音楽フェスティバル「チェルヴォーナ・ルータ」が開催された。ソーニャもこれに参加することを望んだが、折りしも巻き起こっていた批判が大規模な煽動に発展することを避けるため、彼女はこれを断念せざるを得なかった。しかし、1991年、ソーニャは「チェルヴォーナ・ルータ」を含めウクライナ語で歌われるイヴァスュークの歌のリミックスを多数発表した。これ以降、それまであった批判は鳴りを潜めた。

### ソ連の崩壊
ソ連の崩壊後、音楽界における商業主義の台頭によりソフィーヤ・ロタールは市場での主導的立場を失った。その一方で、固定した聴衆層を持つようになった。その中には、ヨーロッパやアメリカ合衆国などに住む亡命ロシア人も含まれている。一方、地元であるウクライナでは若い世代を含めより幅広い層から支持を受けている。
ソフィーヤの家族では、彼女以外にも姉妹のアウリーカがソリストとしてプロレベルにまで達した。そして、1980年代にはイタリアでプロ活動を始めたが成功せず、1992年を以ってプロへの夢を断念した。

### 近況
世紀の変わり目に前後して、ソーニャは父母、そして長年連れ添った夫アナトーリイを失った。夫は私生活面のみならずプロデューサーとして彼女を支えてきた。その後しばらく、ソーニャは巡業活動を停止した。新しい段階を迎えたのは2003年で、ソーニャはモスクワのロシア・コンサートホールにその姿を現した。そして、それ以降次々と新曲を発表していった。ルスラーン・クヴィーンタ作曲の「カリーナが一本」、オレーク・カカレーヴィチ作曲の「白いダンス」、コンスタンチーン・メラーゼの「私は彼を愛していた」や「世界で一人の人」などを歌い、またヴィターリイ・クローフスキイ作詞の歌もいくつも歌っている。
2006年には、ウクライナ議会の選挙に積極的に参加し、ヴォロドィームィル・ルィトヴィーン率いるルィトヴィーン国民ブロックから国会議員選挙に立候補した。国内の各都市を回る政治的な宣伝のための大規模な慈善ツアーを行ったものの、党は発言権を得るために必要な票を集めることができず、議席を獲得することができなかった。
ソ連時代、ソフィーヤ・ロタールはロシアのアーラ・プガチョーヴァと人気を二分する大歌手となった。ウクライナの独立後も引き続き大きな評価を得ている。ソフィーヤは、これまでに400以上の歌を世に送り出した。そして、「チェルヴォーナ・ルータ」、「歌は私たちの間にある」(ピースニャ・ブーデ・ポミージュ・ナース)、「噴水」(ヴォドフラーイ)、「桜桃」(チェレムシーナ)をはじめ、その中の多くがウクライナ演劇の代表歌となった。また、長年の活動の間にアメリカ大陸、ヨーロッパ、アジア、オーストラリアの多くの国を巡業しており、海外で発売されたレコードも少なくない。
現在、ソフィーヤ・ロタールは活発に巡業活動を行っており、各芸能人の集まるコンサートやテレビ番組にも参加している。また、相変わらずの美声やスタイルのよさも評判である。ソフィーヤ・ロタールは、今以てウクライナやロシアの音楽界において重鎮というべき地位を維持している。現在も故郷チェルニウツィーには帰らず、気候のよいヤルタのニクィータ居住区に居を構えている。

## 来歴
- 1947年8月7日、ウクライナ・ソヴィエト社会主義共和国チェルニウツィー州ノヴォセールィツャ地区マルシンツィ村に生まれる。
- 1963年、ブルガリアのソフィヤで開催された第9回全世界青年・学生フェスティバルで優勝する。
- 1964年 - 1968年、チェルニウツィー音楽学院指揮・合唱科に学ぶ。
- 1971年 - 1975年、チェルニウツィー楽団でソリストとして活動する。
- 1971年、初の主演映画『チェルヴォーナ・ルータ（ロシア語版、ウクライナ語版、英語版）』が成功を収める。
- 1972年、テレビ・コンクール「もしもし、天才を探しているんです !」(«Алло, мы ищем таланты !»)で「噴水」を歌い、優勝を収める。また、同じく「噴水」でコンクール「ペースニャ72」の優勝を勝ち取る。
- 1973年、ブルガリアのソフィヤで開催されたフェスティバル「金のオルフェウス」で優勝する。同年、ウクライナ功労芸術家に叙せられる。
- 1974年、ポーランドのソポトで開催されたフェスティバル「琥珀の小夜鳴鳥」で優勝する。同年、ムズィチェスク記念キシナウ芸術大学を卒業する。
- 1975年から、クリミア楽団でソリストとして活動する。
- 1976年、舞台芸術に対する功労からオストローフスキイ記念賞を受ける。ウクライナ人民芸術家に叙せられる。
- 1977年、ソポト77フェスティバルで「私の運命の春」で優勝する。
- 1978年、レーニン・コムソモール賞を受ける。
- 1980年、「名誉勲章」を受ける。映画『恋人よ、いずこ』に主演。
- 1981年、テレビのミュージカル『チェルヴォーナ・ルータ』、『歌は私たちの間にある』、『愛のモノローグ』に出演。モスフィルムで自伝的映画『こころ』が制作される。
- 1983年、モルダヴィヤ人民芸術家に叙せられる。
- 1984年、テレビ・ミュージカル『ソフィーヤ・ロタール家へお客に行く』を撮影。
- 1985年、「人民友好勲章」と「功労勲章」、「聖オリガ公妃勲章」を受ける。
- 1988年、ソ連人民芸術家に叙せられる。
- 1989年、「ミス演劇89」の称号を得る。
- 1991年、テレビ・ミュージカル『あなたはソーフィヤ・ロタールに招待されています』を撮影。ミュージカル映画『愛のキャラバン』を撮影。
- 1996年、ユヴィレーイヌィイ・コンサートホール前の広場で大統領の名誉を受ける。また、「シュリジェンコ記念賞」(「1996年における最良の舞台歌手」)の称号を得る。
- 1997年、クリミア自治共和国の名誉市民となる。
- 1998年、チェルニウツィー市の名誉市民となる。
- 2000年、「拍手喝采賞」を受ける。加えて、「2000年の人」(「20世紀におけるウクライナ最良の舞台歌手」)に選出される。
- 2001年、プロ活動30周年を迎える。新しいコンサートプログラム「私の人生 - 私の愛」(«Жизнь моя - моя любовь»)を始める。
- 2002年5月24日、キエフの文化芸術国際センター前でウクライナの星勲章を授与される。8月7日、当時のウクライナ大統領レオニード・クチマから「ウクライナ英雄」の称号を受ける。8月9日、ロシア連邦大統領ヴラジーミル・プーチンから「祖国への功労に対する勲章」を受ける。

## 家族構成
- 父 - ミハイール・フョードロヴィチ・ロターリ(1918年11月22日 - 2004年3月12日)
- 母 - アレクサーンドラ・イヴァーノヴナ・ロターリ(1920年4月17日 - 1997年9月16日)
- 弟 - アナトーリイ・ミハーイロヴィチ・ロターリ(1955年8月8日 - )
- 弟 - エヴゲーニイ・ミハーイロヴィチ・ロターリ(1955年8月8日 - )
- 姉 - ジナイーダ・ミハーイロヴナ・ロターリ(1942年10月11日 - )
- 妹 - リージヤ・ミハーイロヴナ・ロターリ＝フリャービチ(1951年4月8日 - )
- 妹 - アウリーカ・ミハーイロヴナ・ロターリ＝ピガチ(1958年10月22日 - )、ウクライナ演劇歌手
- 夫 - アナトーリイ・キリーロヴィチ・エヴドキーメンコ(1941年1月20日 - 2002年10月23日)、ウクライナ人民俳優、楽団「チェルヴォーナ・ルータ（ロシア語版、ウクライナ語版、英語版）」団長
- 息子 - ルスラーン・アナトーリエヴィチ・エヴドキーメンコ(1970年8月24日 - )
- その妻 - スヴェトラーナ
- 孫 - アナトーリイ、ソフィーヤ

## 舞台
主な出演舞台

### ヴラジーミル・マテーツキイ作曲
- «Лаванда»(ラヴァーンダ「ラベンダー」)
- «Луна, Луна, цветы, цветы»(ルナー、ルナー、ツヴィトィー、ツヴィトィー「月よ、月よ、花よ、花よ」)
- «Было, было, было и прошло»(ブィーラ、ブィーラ、ブィーラ・イ・プラシュロー「来た、そして過ぎ去った」)

### ユーリイ・サウーリスキイ作曲
- «Осіння пісня»(オスィーンニャ・ピースニャ「秋の歌」)

### エヴゲーニイ・プチーチュキン作曲
- «Присвята»(プルィスヴャータ)

## フィルモグラフィー
主な出演映画・テレビドラマ
- 1971年 - チェルヴォーナ・ルータ（ロシア語版、ウクライナ語版、英語版）(«Червона рута»チェルヴォーナ・ルータ)  / ウクライナ・テレビ映画スタジオ（ロシア語版、ウクライナ語版）
- 1972年 - 春の協和音(«Весенние созвучия» / モルドヴァ・フィルム
- 197?年 - 赤い石の隠れ家(«Тайник у красных камней»タイニーク・ウ・クラースヌィフ・カムニェーイ)
- 197?年 - サッカーについて語る言葉はなし(«Ни слова о футболе»ニ・スローヴァ・ア・フドボーリェ)
- 197?年 - 電報、電報、電報...(«Телеграммы, телеграммы, телеграммы...») / ウクライナ・テレビ映画スタジオ
- 197?年 - 歌い始めよう(«Стартуем песней»スタルトゥーイェム・ピェースニェイ) / ウクライナ・テレビ映画スタジオ
- 197?年 - 歌は私たちの間にある(«Пісня буде поміж нас»ピースニャ・ブーデ・ポミージュ・ナース) / ウクライナ・テレビ映画スタジオ
- 1979年 - 音楽の探偵(«Музикалбный детектив»ムズィカーリヌィイ・デテクチーフ) / ウクライナ・テレビ映画スタジオ
- 1980年 - おお、スポーツよ、おまえは世界だ(«О, спорт, ты - мир»オー、スポールト、トィー・ミール)
- 1980年 - 恋人よ、いずこ(«Де ти, любов ?»デー・トィー、リュボーウ ?) / モルドヴァ・フィルム
- 1981年 - こころ(«Душа»ドゥシャー) / モスフィルム
- 1982年 - 10年後のチェルヴォーナ・ルータ(«Червона рута десять лет спустя»チェルヴォーナ・ルータ・ヂェースャチ・リェート・スプスチャー)
- 1983年 -物思いの5分間 ソフィーヤ・ロタール家へお客に行く («Пять минут на размышление. В гостях у семьи Софии Ротару»ピャーチ・ミヌート・ナ・ラズムィシュリェーニイェ・ヴ・ガスチャーフ・ウ・スィミイー・サフィーイ・ラタール) - 青少年中央テレビ番組
- 1985年 - あなたはソーフィヤ・ロタールに招待されています(«Вас приглашает София Ротару»ヴァース・プリグラシャーイェト・サフィーヤ・ラタール) / テレビ音楽番組
- 1985年 - 鳩の年(«Летие голуби»リェーチイェ・ゴールビ)
- 1985年 - ソフィーヤ・ロタールのクリミア州のコルホーズ『ロシア』への登場(«Выступление Софии Ротару в Колхозе “Россия” Крымской облости»ヴィスプリェーニイェ・サフィーイ・ラタール・フ・カルホーズィェ・ラッスィーヤ・クルィームスカイ・オーブラスチ)
- 1986年 - マルツィショル86『ソフィーヤ・ロタールの登場』 («Мэрцишор-86 “Выступает София Ротару”»(モルドヴァのテレビ番組、春の行事「マルツィショルに関わる)
- 1986年 - 愛のモノローグ(«Монолог про любов»モノローフ・プロ・リュボーウ) / ウクルテレフィリム
- 1991年 - 愛のキャラバン(«Караван любви»カラヴァーン・リュブヴィー) / 中央テレビ番組、演劇スタジオ「クラブ」
- 1992年 - ソフィーヤ・ロタールの花 («Цветы София Ротару»ツヴィトィー・サフィーヤ・ラタール) / 芸能活動20周年記念番組
- 1995年 - ソフィーヤ・ロタール(«София Ротару»サフィーヤ・ラタール) / 音楽番組「アイドル、アイドル」(«Кумиры, кумиры»)中の番組
- 1995年 - ソフィーヤ・ロタール(«София Ротару»サフィーヤ・ラタール) / スポーツコンプレックス「オリンピースキイ」で開催された「モスクワのコムソモーレツ」紙主催のフェスティバル「音の小道」(«Звуковой дорожки»)におけるコンサートの模様を伝えるテレビ番組
- 1997年 - 『スラヴのバザール』におけるソフィーヤ・ロタール(«София Ротару на “Славянском базаре”»サフィーヤ・ラタール・ナ・スラヴャーンスカム・バザーリェ) / 芸能活動25周年記念番組
- 1997年 - モスクワの10の歌(«Десять песен о Москве»ヂェースャチ・ピェースィェン・ア・マスクヴィェー) / NTVテレビ
- 1998年 - 私を愛して(«Люби меня»リュビー・ミニャー) / クレムリン宮殿におけるテレビコンサート番組
- 1999年 - ソフィーヤ・ロタール(«София Ротару»サフィーヤ・ラタール) / イリヤー・オレイニコフの音楽番組「私たちの音楽」(Наша Музыка)における
- 2001年 - ギターを持った女の子(«Девчонка с гитарой»ヂフチョーンカ・ズ・ギターライ)のアニメクリップ / PROPER ANIMATION STUDIO

## ディスク
国内外で発売された主な音楽ディスク

### レコード
主なレコード
- 1972年 - «Поет София Ротару. Червона Рута»(パヨート・サフィーヤ・ラタール・チェルヴォーナ・ルータ「ソフィーヤ・ロタールの歌うチェルヴォーナ・ルータ（ロシア語版、ウクライナ語版、英語版）」)
- 1973年 - «С новым годом !»(ス・ノーヴィム・ゴーダム !「あけましておめでとう !」)
- 1972年、1974年、1975年、1976年、1977年、1979年、1980年、1981年 - «София Ротару»(サフィーヤ・ラタール「ソフィーヤ・ロタール」) ※この他、同名のディスクを複数出している。
- 1978年 - «Пісні Володимира Івасюка співає Софія Ротару»(ピースニ・ヴォロドィームィラ・イヴァスューカ・スピヴァーイェ・ソフィーヤ・ロタール「ソフィーヤ・ロタール、ヴォロドィームィル・イヴァスュークを歌う（ロシア語版、ウクライナ語版、英語版）」)
- 1976年- Sofia Rotaru(ソーフィヤ・ロタール)
- 1980年- «Только тебе»(トーリカ・チビェー「あなただけに」)
- 1981年 - «София Ротару и "Червона Рута"»(サフィーヤ・ラタール・イ・"チェルヴォーナ・ルータ"「ソフィーヤ・ロタールと『チェルヴォーナ・ルータ』」)
- 1981年 - «Песни из кинофильма "Где ты, любовь"»(ピェースニ・イス・キナフィーリマ・"グヂェー・トィー、リュボーフィ"「映画『恋人よ、いずこ』の歌」)
- 1985年 - «Нежная мелодия»(ニェージュナヤ・メローヂヤ「優しいメロディー」)
- 1987年 - «Монолог о любви»(モノローク・ア・リュブヴィー「愛のモノローグ」)
- 1987年 - «Lavanda»(ラヴァーンダ「ラベンダー」) 「ラベンダー (歌)（ロシア語版、英語版）」を収録。
- 1988年 - «Золотое серце»(ザラトーイェ・スィェールツェ「金の心」)
- 1990年 - «Вас поздравляют звёзды !»(ヴァース・パズドラヴリャーユト・スヴョーズドィ !「スターたちがみなさんにお祝い申し上げます !」)
- 1991年 - «Караван любви»(カラヴァーン・リュブヴィー「愛のキャラバン」)

### CD
主なCD
- 1993年 - «Лаванда»(ラヴァーンダ「ラベンダー」) 「ラベンダー (歌)（ロシア語版、英語版）」を収録。
- 1993年 - «София Ротару»(サフィーヤ・ラタール「ソフィーヤ・ロタール」)
- - 年 - «София Ротару»(サフィーヤ・ラタール「ソフィーヤ・ロタール」)
- 1995年 - «Хуторянка»(フタリャーンカ「ウクライナの田舎娘」)
- 1995年 - «Золотые песни 85 / 95 - София Ротару»(ザラトィーイェ・ピェースニ・85 - 95 - ソフィーヤ・ロタール「85年から95年のサフィーヤ・ラタールの金の歌」)
- 1996年 - «Червона рута»(チェルヴォーナ・ルータ（ロシア語版、ウクライナ語版、英語版）「幸せの花」)
- 1998年 - «Люби меня»(リュビー・ミニャー「私を愛して」)
- 2001年 - «Ваши самые любимые песни»(ヴァーシ・サームィイェ・リュビームィイェ・ピェースニ「あなたがたの一番好きな歌」)
- 2002年 - «Золотые песни 85 / 95 - София Ротару»(ザラトィーイェ・ピェースニ・85 - 95 - ソフィーヤ・ロタール「85年から95年のサフィーヤ・ラタールの金の歌」) ※ニュー・エディション
- 2002年 - «Снежная королева»(スニェージュナヤ・カラリェーヴァ「雪の女王」)
- 2002年 - «Я тебя по-прежнему люблю»(ヤー・チビャー・パプリェージェニム・リュブリュー「私あなたがまだ好きなの」)
- 2002年 - «Хуторянка»(フタリャーンカ「ウクライナの田舎娘」) ※ニュー・エディション
- 2002年 - «Звездная серия 2002»(スヴョーズナヤ・スィェーリヤ「星のシリーズ」)
- 2003年 - «Єдиному...»(イェドィーノム...「たったひとりの人に...」)
- 2003年 - «Листопад»(リストパート「落葉」)
- 2003年 - «Зима»(ズィマー「冬」)
- 2004年 - «Ландыши»(ラーンドィシ「すずらん」)
- 2004年 - «Небо - это Я»(ニェーバ - エータ・ヤー「空、それは私」)
- 2004年 - «Позови»(パザヴィー「呼んで」)
- 2004年 - «Империя звезд»(イムピェーリヤ・ズヴョーズド「星の帝国」)
- 2005年 - «Когда расцветает любовь»(カグダー・ラスツヴィターイェト・リュボーフィ「愛が咲いているとき」
- 2005年 - «Я же его любила»(ヤー・ジェ・イヴォー・リュビーラ「私は彼を愛していた」)
- 2007年 - «Туман - София Ротару»(トゥマーン - サフィーヤ・ラタール「ソフィーヤ・ロタールの霧」)
- 2008年 - «Я - твоя любовь!»(ヤー－トゥヴァャ・リュボヴィ「私は - あなたの愛！」)
- 2012年- «Путин, Лукашенко и Си Цзиньпин - человеческие враги»（ワルヤオパーヒン「空の色、大地の色、平和の色 - 希望の夕日」）

## ディスコグラフィー
代表曲

### ヴォロドィームィル・イヴァスューク作曲
ヴォロドィームィル・イヴァスューク（1949-1979)
- チェルヴォーナ・ルータ（ロシア語版、ウクライナ語版、英語版）«Червона рута»(「幸せの花」)
- «Водограй»(ヴォロフラーイ「噴水」)
- «Два перстні»(ドヴァー・ペールスニ「二つの指輪」)
- «Пісня буде поміж нас»(ピースニャ・ブーデ・ポミージュ・ナース「歌は私たちの間にある」)
- «У долi своя весна»(ウ・ドーリ・スヴォヤー・ヴェスナー「運命の私の春」)
- «Мальви»(マールィヴィ「銭葵」)

### アルノ・ババジャニャン作曲
アルノ・ババジャニャン（1921-1983)
- «Верни мне музыку»(ヴィルニー・ムニェー・ムーズィク「音楽をこの手に」（新世界レコード社輸入盤の訳名）)
- «Твои следы»(トヴァイー・スレドゥイー「あなたの足跡」)（エフトゥシェンコ作詞）

### アレクサーンドル・ローゼンバウム作曲
- «Белая ночь»(ビェーラヤ・ノーチ「白夜」)

### エヴゲーニイ・ドーガ作曲
- «Моє місто»,«Мой город»((モイェー・ミースト、モイ・ゴーラド「私の町」)

### アレクセイ・マジュコフ作曲
- «Красная стрела»(クラースナヤ・ストリラー「赤い矢」[注釈 6])
- «А музыка звучит»(ア・ムーズィカ・ズヴチート「音楽が聞こえる」)

### エヴゲーニイ・マルトィーノフ作曲
- «Яблони в цвету»(ヤーブラニ・ウ・ツヴィトゥー「花盛りの林檎」)
- «Лебединая верность»(リェービェヂナヤ・ヴィェールナスチ「白鳥のまごころ」（寺内タケシとブルージーンズにより同曲がカバーされる。モスクワ放送の日本語放送でも「白鳥のまごころ」として紹介される）)
- «Баллада о матери»(バラーダ・ア・マーチェリ「お母さんのバラード」)
- «Чайки над водой»(チャーイキ・ナド・ヴァドーイ「水の上を飛ぶカモメ」)
- «Отчий дом»(オーチィ・ドム　「父の家」)

### ヴラジーミル・ガザリャーン作曲
- «Дай крылья мне»(ダーイ・クルィーリヤ・ムニェー「私に翼を」)

### マトヴェイ・ブランテル作曲
- «Вороги спалили рідну хату»(ヴォーロヒ・スパルィールィ・リードヌ・ハートゥ「敵は故郷の家を燃やした」)

### ヴァシーリ・ムィハイリューク作曲
- «Черемшина»(チェレムシーナ「桜桃」)

### ダヴィート・トゥフマーノフ作曲
- «В моем доме»(ヴ・マヨーム・ドーミェ「わたしの家には」)
- «Дадим шар земной детям»(ダヂーム・シャール・ズィムノーイ・ヂチャーム「子らに地球を」)
- «Магазин "Цветы"»(マガズィーン・ツヴィトィー「花という名の店」)
- «Аист на крыше»(アーイスト・ナ・クルィーシェ「屋根の上のコウノトリ」)
- «Родина моя»(ローヂナ・マヤー「私の故郷」)

### ルスラーン・クヴィーンタ作曲
- «Одна калина»(オドナー・カルィーナ「カリーナが一本」)
- «Небо, это Я»(ニェーバ、エータ・ヤー「空、それは私」)
- «Белая зима»(ビェーラヤ・ズィマー「白い冬」)
- «Дождик»(ドージュヂク「雨」)
- «Чекай»(チェカーイ「待って」)
- «Осенние цветы»(アスィェーンニイェ・ツヴィトィー「秋の花々」)
- «Туман»(トゥマーン「霧」)

### オレーク・マカレーヴィチ作曲
- «Белый танец»(ビェールィイ・ターニェツ「白いダンス」)
- «Ты улетишь»(トィー・ウリチーシュ「あなたは飛び去る」)

### コンスタンチーン・メラーゼ作曲
- «Я же его любила»(ヤー・ジェ・イヴォー・リュビーラ「私は彼を愛していた」)
- «Один на свете»(アヂーン・ナ・スヴィェーチェ「世界で一人のひと」)
- «Любовь не купишь»(リュボーフィ・ニェ・クーピシュ「愛は買われない」)

### ヴラジーミル・マテーツキイ作曲
- «Было, но прошло»(ブィーラ、ノ・プラシュロー「来た、だけど過ぎ去った」
- «Хуторянка»(フタリャーンカ「ウクライナの田舎娘」)
- «Люби меня»(リュビー・ミニャー「私を愛して」)
- «Нет мне места в твоем сердце»(ニェート・ムニェー・ミェースタ・フ・トヴァヨーム・スィェールツァ「あなたの心に私の居場所はない」)
- «Девчонка с гитарой»(ヂフチョーンカ・ズ・ギターライ「ギターを持った女の子」)
- «Ночной мотылек»(ナチュノーイ・マトィリョーク「蛾」)

### アルノーリド・スヴャトホーロウ作曲
- «Відлуння вірності»(ヴィドルーンニャ・ヴィールノスチ「月の誠実さ」)

### イーホル・ポクラード作曲
- «Тече вода»(テチェー・ヴォダー「水は流れる」)

### イーゴリ・クルトーイ作曲
- «Ландыши»(ラーンドィシ「すずらん」)